# Land- und Stadtgericht Willenberg
Das Land- und Stadtgericht Willenberg war von 1822 bis 1849 ein preußisches Land- und Stadtgericht mit Sitz in Willenberg.

## Geschichte
Das Land- und Stadtgericht Willenberg wurde 1822 aus dem Stadtgericht Willenberg und dem Justizamt Willenberg gebildet. Es war ein Gericht 2. Klasse im Sprengel des Oberlandesgerichts Königsberg.
1837 umfasste der Gerichtsbezirk die Stadt Willenberg mit 1887 Gerichtseingesessenen und 61 Ortschaften mit 11.455 Gerichtseingesessenen (zusammen also 13.342 Gerichtseingesessene). Am Gericht waren ein Stadt- und Landrichter, ein Assessor und vier weitere Mitarbeiter beschäftigt.
Nach der Märzrevolution wurden 1849 einheitlich Kreisgerichte gebildet. In Willenberg entstand die Gerichtskommission Willenberg des Kreisgerichts Ortelsburg.